# サッカータスマニア代表
サッカータスマニア代表（サッカータスマニアだいひょう）は、タスマニアサッカー連盟（en:Football Federation Tasmania）により編成される、オーストラリア本土の南方海上に位置するタスマニア州のサッカーのナショナル選抜チームである。タスマニア代表は国ではなく地域代表のため、FIFA及び、AFCに加盟していない。よって、ワールドカップ、AFCアジアカップに参加できず、他のチームとの対戦も、国際Aマッチとは認められない。